# 오언 대니얼 영
오언 D. 영(Owen D. Young, 1874년 10월 27일 – 1962년 7월 11일)은 1929년 제2차 배상 회의(SRC)에서 독일 배상 국제 위원회 위원으로 활동한 미국의 산업가, 사업가, 변호사 및 외교관이었다.
그는 독일의 제1차 세계 대전 배상을 해결하기 위한 영 플랜과 미국 라디오 공사 설립으로 알려져 있다. 영은 1919년 제너럴 일렉트릭의 자회사로 RCA를 설립했으며, 초대 회장이 되어 1929년까지 그 직책을 맡았다. RCA는 1932년 별도의 상장 회사로 분리되었지만, 제너럴 일렉트릭은 여전히 RCA 지분 상당 부분을 보유하고 있었고 1986년에 청산되었다.

## 초기 생애 및 가족
오언 D. 영은 1874년 10월 27일 뉴욕주 스타크 (뉴욕) 타운의 반 혼스빌 마을에 있는 작은 농가에서 태어났다. 그의 부모는 제이콥 스미스 영과 아이다 브랜도였으며, 할아버지가 소유한 농장에서 일했다. 오언은 외동아들이었고, 그의 부모는 오언이 태어나기 전에 첫 아들을 잃었기 때문에 오언의 탄생은 매우 기뻐했다. 그의 가족은 1750년 독일 라인강의 팔츠 (지역)에서 끊임없는 전쟁과 종교적 박해로 인해 쫓겨나 처음 도착한 이후 성경적 이름이 아닌 이름을 가진 첫 남자였다. 그들은 영국에서 앤 여왕의 보호를 받았고, 1710년 영국 함대에 해군 물자를 공급하기 위해 허드슨 강을 따라 뉴욕으로 보내졌으며, 결국 북쪽과 서쪽으로 이동하여 원주민으로부터 땅을 빼앗은 후 모호크를 따라 정착했다. 그의 이름에 붙은 'D'는 다른 어떤 것보다도 장식을 위한 것이었기에 아무 의미도 없었다.
오언은 1881년 봄에 처음으로 학교에 갔다. 그는 여섯 살이었고, 항상 책과 공부에 관심이 많았다. 그는 몇 년 동안 오언을 가르쳤던 멘조 맥이완이라는 선생님이 있었는데, 멘조는 결국 오언이 감당할 수 있는 몇 안 되는 중등학교 중 하나인 이스트 스프링필드로 가게 된 계기를 마련했다. 물론 반 혼스빌에서 그리 가깝지 않았고, 반 혼스빌 근처에는 중등 교육 기회가 거의 없었다. 이로 인해 그는 도움이 필요한 농장을 떠나게 되었지만, 그의 부모는 나중에 농장을 담보로 잡아 그를 캔턴 (뉴욕)에 있는 세인트로렌스 대학교로 보내는 등 그의 교육을 계속 지지했다.
그는 1898년 6월 13일 사우스브리지 (매사추세츠주)에서 조세핀 셸던 에드먼즈(1870–1935)와 결혼했다. 조세핀이 사망한 지 몇 년 후, 그는 세 자녀를 둔 미망인인 패션 디자이너이자 사업가인 루이즈 포위스 클라크(1887–1965)와 결혼했다.

### 자녀
- 찰스 제이콥 영 (1899년 12월 17일 – 1987년 10월 2일), RCA의 과학자이자 발명가
- 존 영 (1902년 8월 13일 – 1926년 8월 21일), (열차 사고로 사망)
- 조세핀 영 (1907년 2월 16일 – 1990년 1월 8일), 조세핀 영 케이스라는 필명으로 시인이자 소설가가 됨
- 필립 영 (1910년 5월 9일 – 1987년 1월 15일), 컬럼비아 경영 대학원의 학장 (1948–1953), 인사위원회 위원장 (1953–1957), 주네덜란드 미국 대사 (1957–1960) 역임
- 리처드 영 (1919년 6월 23일 – 2011년 11월 18일), 변호사, 국제법 및 해사법 전문가, 법학 교수

## 교육
이스트 스프링필드 아카데미는 작은 남녀공학 학교였으며 영은 그곳에서 즐거운 시간을 보냈고, 평생 친구들을 사귀었다. 나중에 그는 모든 동창회에 참석하려고 노력했다. 세인트 로렌스는 생존을 위해 고군분투하는 작은 기관이었고 돈과 학생이 절실히 필요했으며 오언 영은 좋은 후보였다. 그러나 여전히 너무 비싸서 망설임을 유발했다. 그의 아버지가 나이가 들면서 오언은 농장에서 그 어느 때보다 필요했다. 그의 부모는 결국 대학 총장에게 설득당했다.
그곳에서 영은 교육과 신앙 면에서 한 인간으로서 성장할 수 있었다. 그는 다른 기독교 종파를 뒤덮고 있는 암울함과 지옥불과는 별개로 더 많은 지적 자유를 허용하는 보편주의를 발견했다. 영은 1890년 9월부터 학생으로 남아 6월 27일 세인트로렌스 대학교를 1894년에 졸업했다. 그는 보스턴 대학교에서 3년 법률 과정을 2년 만에 마쳤고, 1896년 쿰 라우데로 졸업했다.
졸업 후 그는 변호사 찰스 H. 타일러와 함께 일했으며 10년 후에는 보스턴 법률 사무소의 파트너가 되었다. 그들은 대기업 간의 소송 사건에 관여했다. 대학 시절, 그는 베타 세타 파이 형제회 회원이 되었을 뿐만 아니라, 1886년 래드클리프 졸업생인 미래의 아내 조세핀 셸던 에드먼즈를 만났다. 그는 1898년에 그녀와 결혼했고, 그녀는 결국 그에게 다섯 자녀를 낳아주었다.

## 경력
영은 1911년경 스톤 앤 웹스터를 대변하여 제너럴 일렉트릭을 상대로 한 소송에서 승소했으며, 이 사건을 통해 제너럴 일렉트릭의 초대 회장인 찰스 A. 코핀의 주목을 받게 되었다. 1912년 4월 제너럴 일렉트릭의 법무 자문위원인 힌스딜 파슨스(Hinsdill Parsons)가 사망하자 코핀은 영에게 회사의 법무 총책임자가 되어 달라고 요청했고, 영은 스케넥터디로 이주했다. 그는 1922년 제너럴 일렉트릭의 사장이 되었고, 같은 해에 회장으로 임명되어 1939년까지 그 직책을 수행했다. 그의 지도력과 제러드 스웁 사장과의 협력 아래 제너럴 일렉트릭은 광범위한 가전제품 제조로 전환하여 이 분야에서 회사를 선두 주자로 확립하고 미국 내 농장, 공장 및 운송 시스템의 대규모 전력화를 가속화했다.

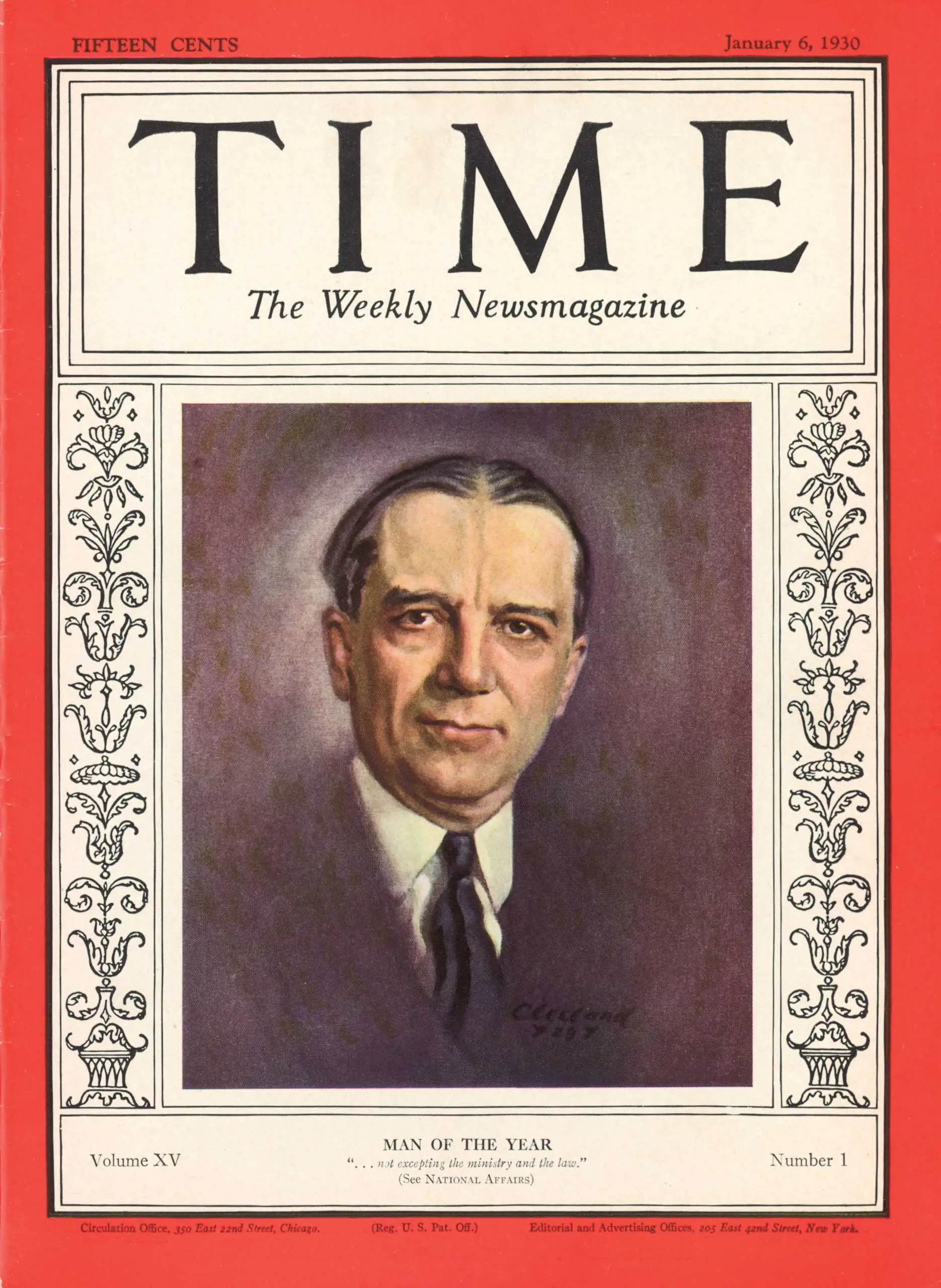
타임 표지, 1930년 1월 6일

1919년, 정부의 요청으로 그는 미국의 고전하는 라디오 산업에 대한 영국의 세계 라디오 통신 통제 위협에 대처하기 위해 미국 라디오 공사를 설립했다. 그는 회장직을 맡아 1929년까지 재임하며 급성장하는 라디오 기술 분야에서 미국의 선두를 확립하고 RCA를 세계 최대의 라디오 회사로 만들었다. 1928년에는 록펠러 재단의 대규모 조직 개편에 따라 이사회에 임명되어 1939년까지 이사회에서 활동했다.
영의 제1차 세계 대전 이후 우드로 윌슨 대통령의 제2차 산업 회의 참여는 5명의 미국 대통령에 대한 그의 자문 활동의 시작을 알렸다. 1924년, 그는 독일 배상금 연간 금액 감액을 규정한 도스 플랜을 공동 저술했다. 연합국이 워싱턴에 대한 전쟁 채무를 청산한 후, 1928년부터 독일의 의무 최종 해제 프로그램을 논의하기 위한 새로운 국제 기구가 회의를 열었고, 영은 의장으로 활동했다. 독일의 총 배상금은 감액되어 59년간 연납으로 분할되었다. 이 "영 플랜"을 수립한 후, 영은 1929년 타임지의 올해의 인물로 선정되었다. 영 플랜은 대공황이 도래하면서 붕괴되었다.
영은 또한 뉴욕주립대학교 시스템 계획에도 중요한 역할을 했다.
1932년, 그는 민주당 대통령 후보 지명 후보였다. 그는 적극적으로 선거 운동을 하지는 않았지만, 그의 친구들은 1930년부터 1932년 민주당 전당대회에서 그의 후보 지명을 추진했다. 그는 후보였던 앨프레드 E. 스미스와 프랭클린 D. 루스벨트로부터 높은 평가를 받았으며, 일부 전당대회 참관인들은 전당대회가 교착 상태에 빠질 경우 그들이 영을 지지할 것이라고 추측했다.

### 은퇴
1930년, 그는 고향인 반 혼스빌 (뉴욕)에 중앙 학교를 지어 이 지역의 모든 작은 농촌 학교를 통합했다. 1963년, 그의 이름을 따서 오언 D. 영 중앙 학교로 개명되었다. 교육에 오랫동안 적극적으로 참여했던 영은 1912년부터 1934년까지 세인트로렌스 대학교의 이사였으며, 마지막 10년 동안은 이사회 회장을 역임했다. 대학의 중앙 도서관은 그의 이름을 따서 명명되었다.
영이 1937년 루이즈 포위스 클라크와 결혼한 후, 부부는 플로리다에 겨울 별장을 만들었는데, 여기에는 정식 정원과 주도 A1A를 따라 있는 감귤류 가판대가 포함되어 있었다. 1965년, 루이즈는 이 별장을 플로리다 주에 기증했으며, 현재는 워싱턴 오크스 가든 주립공원의 부지이다.
1939년, 그는 뉴욕의 가족 농장으로 공식적으로 은퇴하여 낙농업을 시작했다. 그는 몇 달간 건강이 좋지 않다가 1962년 7월 11일 플로리다에서 사망했다.

## 유산
20개 이상의 대학에서 그에게 명예 학위를 수여했다. 그는 미국철학학회와 미국 예술 과학 아카데미의 회원으로 선출되었다. 교육에 오랫동안 관심을 가졌던 그는 1946년까지 뉴욕 교육 시스템을 관장하는 뉴욕 주립 이사회의 이사였다. 그 후, 뉴욕 주지사 토머스 E. 듀이는 그에게 뉴욕 주립 대학교 시스템의 기반을 다진 주 위원회를 이끌도록 요청했다. 이 위원회는 광범위한 견해와 의견을 대표했지만, 영은 놀라운 만장일치를 이루어 입법부가 채택한 권고 사항이 담긴 보고서를 작성했다. 그는 1981년 주니어 어치브먼트 미국 비즈니스 명예의 전당에, 2019년 소비자 기술 명예의 전당에 헌액되었다.

## 같이 보기
- 베타 세타 파이 회원 목록
- 보스턴 대학교 법학대학원 졸업생 목록
- 하버드 대학교 졸업 축사 연설자 목록
- 타임지 표지 목록 (1920년대) / (1930년대)
- 세인트로렌스 대학교 인물 목록
- 유니테리언, 보편주의자 및 유니테리언 보편주의자 목록
- 플로리다 대학교 명예 학위 수여자 목록